# Passiflora kermesina
Passiflora kermesina là một loài thực vật có hoa trong họ Lạc tiên. Loài này được Link & Otto mô tả khoa học đầu tiên năm 1826.